# マーケットブリーダー
マーケットブリーダーとは、生産したサラブレッドを市場で売却して利益をあげることを主な目的とする生産者のこと。自己の名義で所有して競馬に使うことを目的とするオーナーブリーダーと対比されることが多い。単に経営方針を説明する用語というよりは、しばしば否定的なニュアンスで用いられる。

## 経営リスク
一般に、サラブレッド生産は投資を行ってから、資金を回収するまでの期間が長い。
設備投資を別とすると、投資は母馬となる繁殖牝馬を購入したところからはじまる。ついで種付料に投資をして種牡馬と交配を行い、おおむね1年後に仔馬が生まれる。それから約2年をかけて仔馬を育成し馴致、調教を行う。その後競走年齢に達した仔馬は、調教師に引き渡されて競走に出るために必要なトレーニングを行い、競走馬としてデビューする。その後は概ね2年から5年程度にわたり競走に出走し、賞金を得る。競走での成績が著しく優れたものは、引退後に種牡馬として高額で売却することもできるし、自己で種牡馬として所有し、種付料を得ることもできる。
このように、自己所有で競走馬として競馬に使う場合、資金の回収が始まるのは、最初の投資が行われてからもっとも早くて3年後、回収が終わるまでには、通常は5年から7年程度を要する。この間に、競走馬の疾病や怪我などによって競走能力を喪失したり、あるいは競走能力が劣っていて賞金を稼ぐことが不可能であったりすると、資金の回収は不可能になるというリスクが存在する。
趣味として競走馬の所有を行うのであれば、このようなリスクは「想定の範囲内」であるが、事業として競走馬の生産を行うものにとっては長期間にわたってこのリスクを負うことは受け入れがたい。これに対し事業者は、早い段階で仔馬を売却して資金を回収することでリスクを回避することができる。同時に、投資を行ってから資金回収までの期間を短縮することで早く次の投資を行うことが可能となり、効率のいい経営が可能となる。
一般に仔馬を売却する場合には、仔馬が調教に耐えうるまで成長した1歳から、調教を終えた2歳の前半までに行われるのが普通である。日本ではまだ少ないが、海外では1歳の時点で仔馬を購入し、1年ほどかけて調教を行って2歳の時点で売却することを事業とするものもいる。

## リスクの回避
マーケットブリーダーが仔馬を1歳で売却する場合、繁殖牝馬に交配を行う時点を投資の開始とすると、回収が行われるのは2年ほど先のことである。この間に起こりうる回収不能リスクは大きく分けると2種類ある。
1つ目は努力によって管理を行うことでリスクを軽減できるもので、交配によって牝馬が妊娠に至らない、死産や流産、仔馬の疾病などである。現在は、これらのリスクを受け持つ保険も存在し、これに加入することでさらにリスクを軽減することが可能である。
2つ目はマーケットブリーダーの側ではコントロールできないもので、競走馬の市場価格の変動である。競走馬の市場価格は、その馬が競馬でどのぐらい稼ぐであろうという期待値をもとに形成される。多くの場合、似たような血統の競走馬が現に競馬においてどのぐらい稼いでいるかが、期待値を計算する根拠となる。まだ似たような血統の競走馬が競走年齢に達していない場合、市場価格はきわめて投機的なものとなる。
素晴らしい成績を収めた名競走馬が引退して種牡馬となってから、その仔が競馬に出て市場での評価が定まるまでには最短で3年から4年を要する。マーケットブリーダーは、所有する繁殖牝馬の交配相手に、評価が定まる前の種牡馬を選択する場合、生まれた仔馬が売却可能な年齢に達する前に、その仔馬の市場価格が暴落し、当初の種付料や育成費用などのコストを下回るリスクを負う。
したがってマーケットブリーダーは、交配を行う時点で2年から3年先の販売価格を考慮に入れた上で、交配相手の種牡馬を選択する必要があり、彼らが生産するサラブレッドは市場の人気を反映したものとなる。

## 世評
マーケットブリーダーは、必ずしも優秀な仔馬を生産する必要がなく、高価格で売ることができる仔馬を生産することが求められる。すべてのマーケットブリーダーが市場を正しく判断すれば、彼らが生産する仔馬は画一的な血統になる。
オーナーブリーダーが仔馬を生産する場合、必ずしも市場で高い価格がつくような仔馬を生産する必要がない。市場での人気に反して、単に自分が好きであるとか思い入れがあるとかといった理由で種牡馬を選択することもできるし、コストを抑えるために実績が乏しく種付料が安い種牡馬を選択することもできる。将来、繁殖牝馬として用いるために仔馬を生産したり、自己の信念に基づいて、市場では受け入れ難いような独自の配合を試みたり、特徴的な系統繁殖を試みることも可能である。
こうした事情で、オーナーブリーダーは長期的な展望のもとで優秀なサラブレッドを育成し、マーケットブリーダーではありえないような特別の高い成果をあげることがある、と好意的に評価が行われることがある。しかし、市場とは異なる信念に基づいて独自の配合が続けられた場合、経営上の困難な状況に見舞われることもあり、その場合その状況から抜け出すには長い年月を要する。
マーケットブリーダーに対しては、短期的な利益を追求するサラブレッド生産が品種の改良に必ずしも貢献しないとする批判が行われることもある。もっと単純に、彼らの生産するサラブレッドが画一的で面白みに欠ける、という視点でも批判の対象になる。
一方で、セリ市の活況に代表される、サラブレッド価格の高騰や市場改革の試みがマーケットブリーダーの台頭による成果であるという点も否定できない。